# Saints & Sinners (álbum)
Saints & Sinners es el sexto álbum de estudio del músico estadounidense Johnny Winter. Fue publicado en febrero de 1974 a través de Columbia Records.

## Recepción de la crítica
Un escritor no especificado de la revista Cash Box indicó que él álbum producido por Rick Derringer “captura la esencia del artista a la perfección”. La editora de The New York Times, Loraine Alterman, señaló que Saints & Sinners, “presenta a Johnny en un entorno de rock and roll apasionante. Ciertamente su guitarra grita acordes de blues y su voz gutural grita la letra con intensidad, pero el sonido general es más variado gracias a la súper producción de Rick Derringer”.

## Lista de canciones
| Lado uno |                      |                            |          |  |
| N.º      | Título               | Escritor(es)               | Duración |  |
| 1.       | «Stone County»       | Richard Supa               | 3:31     |  |
| 2.       | «Blinded by Love»    | Allen Toussaint            | 4:32     |  |
| 3.       | «Thirty Days»        | Chuck Berry                | 3:01     |  |
| 4.       | «Stray Cat Blues»    | Mick Jagger Keith Richards | 4:18     |  |
| 5.       | «Bad Luck Situation» | Johnny Winter              | 2:51     |  |

| Lado dos |                              |                           |          |  |
| N.º      | Título                       | Escritor(es)              | Duración |  |
| 1.       | «Rollin' 'Cross the Country» | Edgar Winter              | 4:29     |  |
| 2.       | «Riot in Cell Block #9»      | Jerry Leiber Mike Stoller | 3:11     |  |
| 3.       | «Hurtin' So Bad»             | J. Winter                 | 4:41     |  |
| 4.       | «Bony Moronie»               | Larry Williams            | 2:38     |  |
| 5.       | «Feedback on Highway 101»    | Van Morrison              | 4:27     |  |

- Los lados uno y dos fueron combinados como pista 1–10 en la reedición de CD.

| Bonus track (1996 Columbia Records reissue) |         |              |          |  |
| N.º                                         | Título  | Escritor(es) | Duración |  |
| 11.                                         | «Dirty» | J. Winter    | 4:00     |  |

## Posicionamiento
| Gráfica (1974)                            | Pico de posición |
| ----------------------------------------- | ---------------- |
| Australia (Kent Music Report)             | 78               |
| Canadá (RPM Top Albums)                   | 40               |
| Estados Unidos (Billboard Top LPs & Tape) | 42               |